# دودو (لاعب كرة قدم مواليد فبراير 1992)
وإسمه الكامل خوسيه رودولفو بيريس ريبيرو (بالبرتغالية: José Rodolfo Pires Ribeiro‏) ويعرف باسم دودوه (بالبرتغالية: Dodô‏) أو دودو وهو لاعب كرة قدم برازيلي في مركز الظهير الأيسر ولد في يوم 6 فبراير 1992 في مدينة كامبيناس في البرازيل وهو يلعب حاليا في صفوف نادي أتلتيكو مينيرو كما سبق له اللعب في صفوف نادي روما ونادي كورينثيانز في البرازيل ومع نادي باهيا ويبلغ طوله 181 سم ولعب مع المنتخب البرازيلي تحت 21 سنة وتحت 23 سنة.

## روابط خارجية
- دودوه على موقع قاعدة بيانات كرة القدم.إي يو (الإنجليزية)
- دودوه على موقع Soccerbase.com (لاعب) (الإنجليزية)
- دودوه على موقع Soccerway.com (الإنجليزية)
- دودوه على موقع عالم كرة القدم.نت (الإنجليزية)
- دودوه على موقع AS.com (الإسبانية)